# 40e cérémonie des Daytime Emmy Awards
La 40e cérémonie annuelle des Daytime Emmy Awards, organisée par l'Academy of Television Arts and Sciences et qui récompense le meilleur des programmes de journée aura lieu le 16 juin 2013 à l'Hôtel Hilton de Beverly Hills en Californie. Elle sera diffusée à la télévision aux États-Unis sur la chaîne d'information en continu HLN.

## Cérémonie
Les nominations pour la 40e cérémonie annuelle des Daytime Emmy Awards ont été annoncées en direct le 1er mai 2013 dans l'émission Good Morning America.

## Palmarès
Note : Les lauréats sont indiqués ci-dessous en premier de chaque catégorie et en gras.

### Programmes
- Meilleure série télévisée dramatique
  - Amour, Gloire et Beauté
  - Des jours et des vies
  - Hôpital central
  - On ne vit qu'une fois
  - Les Feux de l'amour
- Meilleur jeu télévisé
  - Cash Cab
  - Family Feud
  - Jeopardy!
  - Let's Make a Deal
  - The Price Is Right
  - Who Wants to Be a Millionaire?
- Meilleur programme matinal
  - CBS Sunday Morning
  - Good Morning America
  - Today
- Meilleur débat télévisé d'information
  - The Doctors
  - The Dr. Oz Show
  - Katie
- Meilleur débat télévisé de divertissement
  - The Ellen DeGeneres Show
  - Live! with Kelly
  - The Talk
  - The View
- Meilleure émission sur le quotidien
  - Capture with Mark Seliger
  - Home & Family
  - Hooked Up with Tom Colicchio
  - Martha
  - My Generation
  - This Ole House
- Meilleure émission sur la justice
  - Judge Judy
  - Last Shot with Judge Gunn
  - The People's Court
- Meilleur programme animé
  - Kung Fu Panda : L'Incroyable Légende
  - Les Pingouins de Madagascar
  - Robot and Monster
  - Les Tortues Ninja
  - WordGirl
- Meilleur programme culinaire
  - Best Thing I Ever Made
  - Bobby Flay's Barbecue Addiction
  - Giada at Home
  - Recipe Rehab
  - Trisha's Southern Kitchen
- Meilleur programme de voyage
  - Born to Explore with Richard Wiese
  - Equitrekking
  - Jack Hanna's Into the Wild
  - Over Hawaii

### Interprétations
- Meilleur acteur dans une série télévisée dramatique
  - Peter Bergman pour le rôle de Jack Abbott dans Les Feux de l'amour
  - Doug Davidson pour le rôle de Paul Williams dans Les Feux de l'amour
  - Michael Muhney pour le rôle de Adam Newman dans Les Feux de l'amour
  - Jason Thompson pour le rôle de Patrick Drake dans Hôpital central
- Meilleure actrice dans une série télévisée dramatique
  - Susan Flannery pour le rôle de Stephanie Forrester dans Amour, Gloire et Beauté
  - Peggy McCay pour le rôle de Caroline Brady dans Des jours et des vies
  - Michelle Stafford pour le rôle de Phyllis Summers dans Les Feux de l'amour
  - Heather Tom pour le rôle de Katie Logan dans Amour, Gloire et Beauté
- Meilleur acteur dans un second rôle dans une série télévisée dramatique
  - Bradford Anderson pour le rôle de Damian Spinelli dans Hôpital central
  - Jeff Branson pour le rôle de Ronan Malloy dans Les Feux de l'amour
  - Scott Clifton pour le rôle de Liam Spencer dans Amour, Gloire et Beauté
  - Billy Miller pour le rôle de Billy Abbott dans Les Feux de l'amour
- Meilleure actrice dans un second rôle dans une série dramatique
  - Julie Marie Berman pour le rôle de Lulu Spencer dans Hôpital central
  - Melissa Claire Egan pour le rôle de Chelsea Newman dans Les Feux de l'amour
  - Jessica Collins pour le rôle d'Avery Bailey Clark dans Les Feux de l'amour
  - Katherine Kelly Lang pour le rôle de Brooke Logan dans Amour, Gloire et Beauté
  - Arianne Zucker pour le rôle de Nicole Walker dans Des jours et des vies
- Meilleur jeune acteur dans une série télévisée dramatique
  - Max Ehrich pour le rôle de Lauren Fenmore Baldwin dans Les Feux de l'amour
  - Bryton James pour le rôle de Devon Hamilton dans Les Feux de l'amour
  - Chandler Massey pour le rôle de Will Horton dans Des jours et des vies
  - Freddie Smith pour le rôle de Sonny Kiriakis dans Des jours et des vies
- Meilleure jeune actrice dans une série télévisée dramatique
  - Kristen Alderson pour le rôle de Starr Manning dans Hôpital central
  - Hunter King pour le rôle de Summer Newman dans Les Feux de l'amour
  - Lindsey Morgan pour le rôle de Kristina Davis dans Hôpital central
  - Jacqueline MacInnes Wood pour le rôle de Steffy Forrester dans Amour, Gloire et Beauté
- Meilleur interprète dans un programme animé
  - Curtis Armstrong pour le rôle de Dan dans Dan Vs.
  - Jim Cummings pour le rôle de Hondo Ohnaka dans Star Wars: The Clone Wars
  - David Tennant pour le rôle de Huyang dans Star Wars: The Clone Wars
  - Lee Tockar pour le rôle de Pronto dans Slugterra
  - Jerry Trainor pour le rôle de Dudley Puppy dans TUFF Puppy
  - Sam Witwer pour le rôle de Dark Maul dans Star Wars: The Clone Wars
- Meilleur interprète dans un programme de jeunesse
  - Kevin Clash pour le rôle d'Elmo dans 1, rue Sésame
  - Jeff Corwin pour la présentation de Ocean Mysteries with Jeff Corwin
  - Joey Mazzarino pour les rôles de Papa Bear, Murray Monster, Blogg et AM Carson dans 1, rue Sésame
  - David Rudman pour les rôles de Macaron le glouton et du monstre à deux têtes dans 1, rue Sésame
- Meilleur présentateur de jeu télévisé
  - Ben Bailey pour Cash Cab
  - Wayne Brady pour Let's Make a Deal
  - Billy Eichner pour Funny or Die's Billy on the Street
  - Steve Harvey pour Family Feud
  - Alex Trebek pour Jeopardy!
- Meilleur présentateur de débat télévisé
  - Anderson Cooper pour Anderson
  - Steve Harvey pour Steve Harvey
  - Ricki Lake pour The Ricki Lake Show
  - Mehmet Oz pour The Dr. Oz Show
  - Rachael Ray pour Rachael Ray
- Meilleur présentateur d'émission sur le quotidien ou de voyage
  - Paige Davis pour Home Made Simple
  - Leeza Gibbons pour My Generation
  - Jack Hanna pour Jack Hanna's Into the Wild
  - Suzanne Somers pour The Suzanne Show

### Réalisation
- Meilleure réalisation pour une série télévisée dramatique
  - Amour, Gloire et Beauté
  - Des jours et des vies
  - Hôpital central
  - Les Feux de l'amour
- Meilleure réalisation pour un programme animé
  - Dan Vs.
  - Kung Fu Panda : L'Incroyable Légende
  - La Légende de Korra
  - Les Pingouins de Madagascar

### Scénario
- Meilleur scénario pour une série télévisée dramatique
  - Amour, Gloire et Beauté
  - Hôpital central
  - On ne vit qu'une fois
  - Les Feux de l'amour
- Meilleur scénario pour un programme animé
  - Arthur
  - Docteur La Peluche
  - Kung Fu Panda : L'Incroyable Légende
  - Martha Speaks
  - Les Pingouins de Madagascar
  - WordGirl

## Récompenses et nominations multiples

### Nominations multiples
23 : Les Feux de l'amour
19 : Hôpital central
17 : 1, rue Sésame et Des jours et des vies
15 : Amour, Gloire et Beauté
10 : The Ellen DeGeneres Show